# 卡馬普昂
19°31′51″S 54°02′38″W / 19.53083°S 54.04389°W

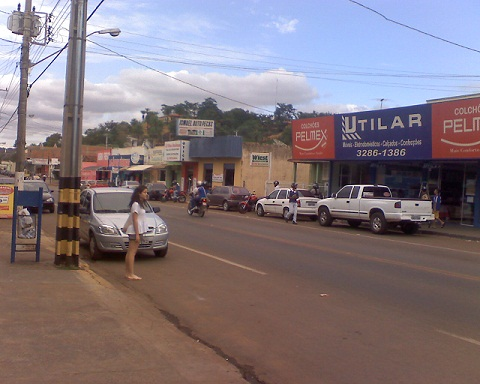
卡馬普昂

卡馬普昂（葡萄牙語：Camapuã），是巴西的城鎮，位於該國西部，由南馬托格羅索州負責管轄，始建於1948年9月30日，面積10,758平方公里，海拔高度409米，2005年人口14,230，人口密度每平方公里1.32人。